# Suki Lahav
Tzruya (ili Tsruya) "Suki" Lahav (1951.) izraelska je violinistica i vokalistica, članica E Street Banda Brucea Springsteena od rujna 1974. do ožujka 1975., glumica, kantautorica, scenaristica i spisateljica, koja je uspjeh postigla djelima na hebrejskom jeziku.

## Vanjske poveznice
- Tzruya Lahav u internetskoj bazi filmova IMDb-u (engl.)